# Ciao
Pour les articles homonymes, voir Ciao (homonymie).
Le mot ciao, ou avec l'orthographe rectifiée tchao, [ˈt͡ʃaːo]  est un salut amical et informel présent à l'origine en italien, mais qui s'est répandu dans de nombreuses langues.

## Étymologie
Le mot tire son origine du vénitien s’ciao (ou s’ciavo), « esclave »,. L'italien utilisait l'expression « [sono] vostro schiavo » ("[je suis] votre esclave"), présente notamment dans les comédies de Carlo Goldoni. En dialecte vénitien, les sons durs sont écartés (exemple : vechio pour vecchio) et les consonnes souvent supprimées (exemple : frateo pour fratello) : c'est ainsi que schiavo, sans son dur et en supprimant certaines consonnes, est devenu ciao.  
Saluer avec Ciao! signifiait donc à l'origine dire quelque chose comme « je suis votre esclave », de façon analogue au Servus ! courant en Autriche et en Haute-Bavière, au Service ! souvent utilisé dans l'Est de la France, ou au Serviteur ! autrefois usité en France. Ce salut était employé sans distinction de classe sociale. 
Le terme original s’ciao existe encore en vénitien et dans les dialectes du même groupe, employé comme exclamation ou pour exprimer la résignation (dans les dialectes de Bergame, de Brescia, ainsi qu'en tessinois) ou le soulagement d'avoir échappé à l'ennui.
Le mot vietnamien chào (qui signifie   « salut mis pour je vous salue ! » lorsqu'on rencontre ou va quitter quelqu'un), bien que de prononciation proche, est sans rapport étymologique avec ciao.
Tout comme le mot hindi chalo signifiant « viens ».

## Diffusion internationale
Le mot s'est répandu peu à peu à la suite des migrations d'Italiens, et est désormais un des mots italiens les plus connus à travers le monde, intégré comme formule courante de salutation à diverses autres langues, sous des orthographes adaptées à celles-ci. Mais souvent, comme en français ou en allemand, l'expression est utilisée seulement pour prendre congé, au contraire de l'usage italien. On trouve notamment :
- allemand : ciao/tschau
- tchèque : čau
- slovaque : čau
- serbo-croate : ćao
- français : tchao/ciao
- français (suisse) : tchô
- espagnol : chao/chau
- espéranto : ĉaŭ
- néerlandais : ciao
- portugais du Brésil : tchau
- provençal : chau